# Pieter van Bloemen

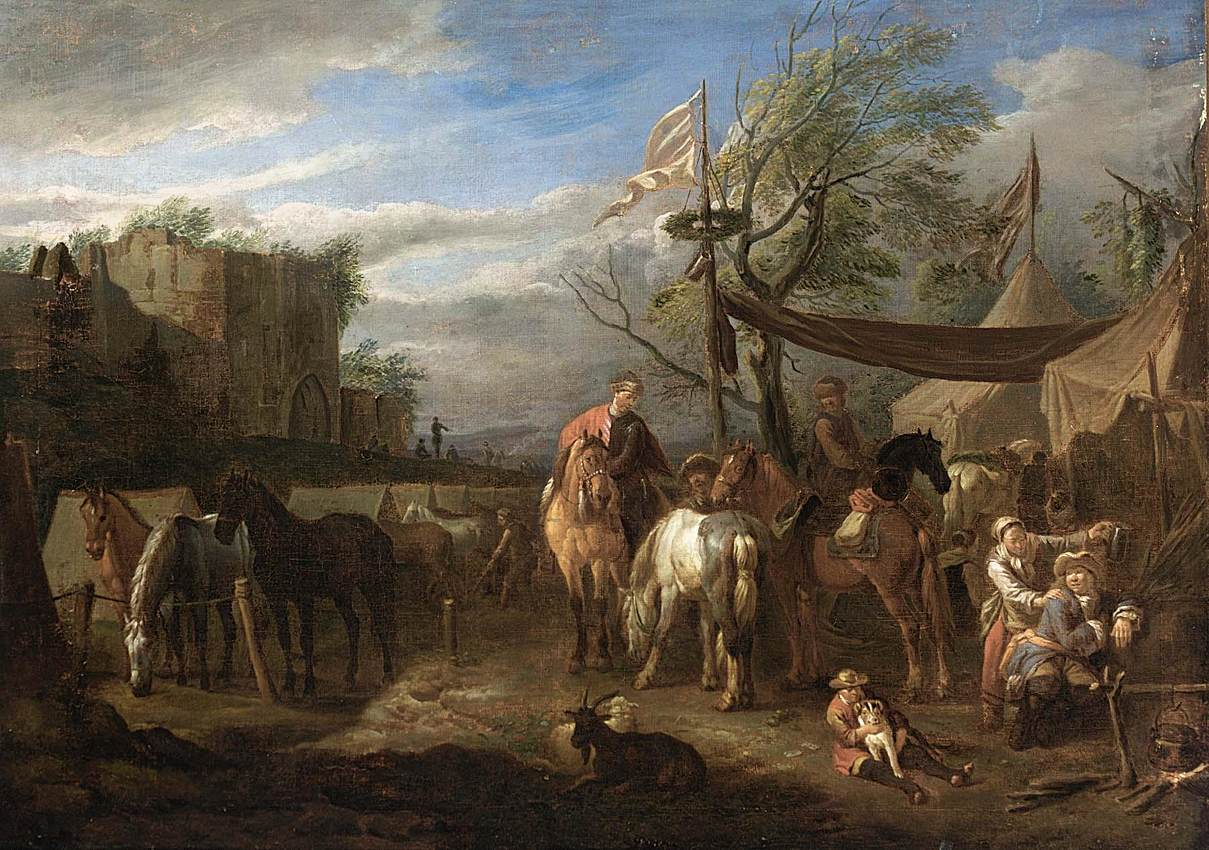
Jezdci odpočívající ve vojenském táboře

Pieter van Bloemen, také Standaart, křestním jménem také Peter nebo Peeter (17. ledna 1657 – 6. března 1720) byl nizozemský a vlámský malíř. Byl to nadaný krajinář, malíř zvířat a byl také velmi úspěšný v zobrazování scén z trhů a jezdeckých námětů.

## Život
Van Bloemen se narodil v Antverpách. Byl žákem Simona Johannesa van Douwa, podle některých historiků už od svých deseti let. Ve věku 17 let se stal mistrem v malířském cechu Akademie svatého Lukáše (Accademia di San Luca), v roce 1699 se v tomto cechu stal děkanem. Byl učitelem svých mladších bratrů Jana Franse a Norberta, jeho žáky byli Peeter van Aken a Frans van Alter. Jeho dva mladší bratři se stali také známými malíři: Jan Frans van Bloemen a Norbert van Bloemen. Pravděpodobně v roce 1674 nebo později v roce 1689 odcestoval do Říma. V roce 1684 se vydal do Lyonu ve společnosti holandských malířů Adriaena van der Cabel a Gillise Weenix. V Lyonu se k nim připojil i jeho bratr Jan Frans.

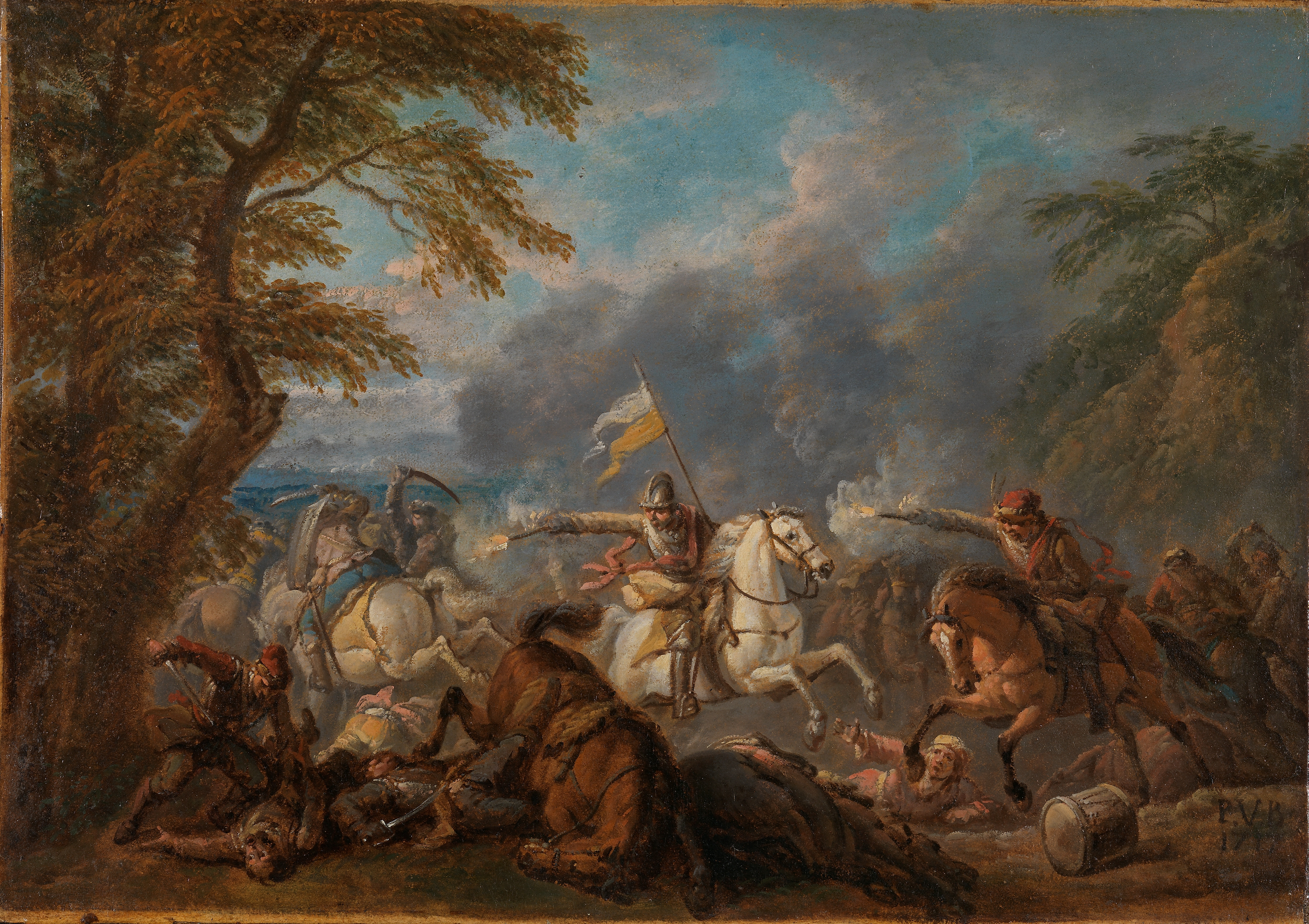
Kavalérie

V roce 1688 se Pieter a Jan Frans přes Turín vrátili do Říma, kde byli v roce 1688 registrováni ve farnosti Sant’Andrea delle Fratte. V roce 1690 se k nim v Římě připojil i jejich třetí bratr Norbert van Bloemen. Pieter a Jan Frans se vydali na několik výletů do Neapole, na Sicílii a na Maltu. Pieter a Jan Frans také spolupracovali jako malíři, přičemž Pieter převzal roli malíře figur a Jan Frans maloval krajinu. Pieter se stal členem skupiny Bentvueghels, sdružení hlavně holandských a vlámských umělců působících v Římě. Každý člen skupiny Bentvueghels dostal přezdívku, tzv. "Ohnuté jméno". Pieterovo ohnuté jméno bylo "Standaart" nebo v italštině "Standardo". Předpokládá se, že dostal tuto přezdívku pro jeho vztah k transparentům a vlajkám, které rád a pravidelně maloval na svých obrazech s vojenskou tematikou. Pieter se vrátil do Antverp v roce 1694 a Norbert odešel do Amsterdamu před rokem 1724, zatímco Jan Frans zůstal v Římě po zbytek svého života. Peter van Bloemen zemřel v Antverpách.

## Práce

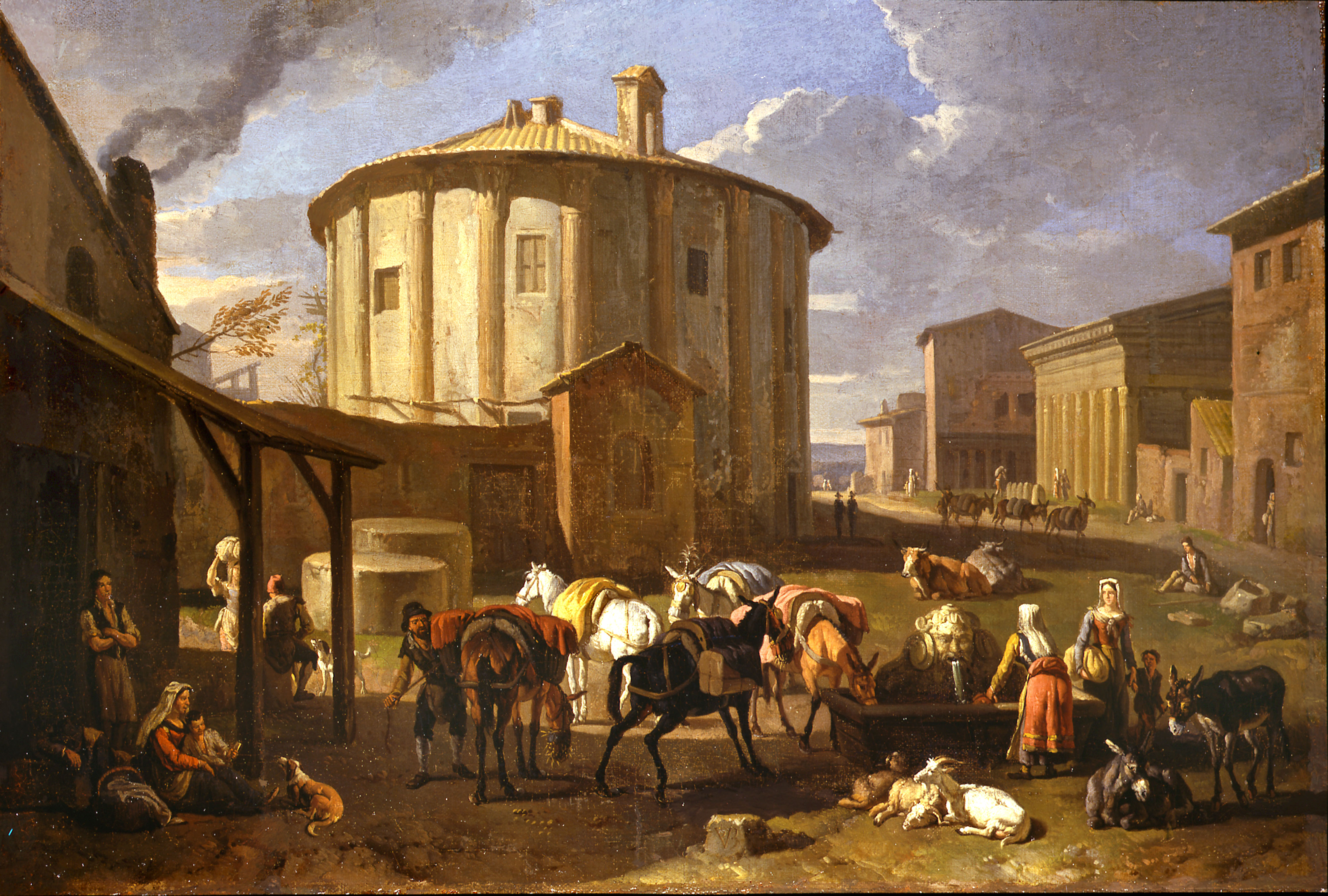
Chrám bohyně Vesty

Pieter van Bloemen byl velmi plodný malíř, často maloval zvířata, byl úspěšným krajinářem, autorem žánrových obrazů, maloval jezdecké, vojenské a historické scény. Některé jeho obrazy nesou znaky stylu Bamboccianti, pro jeho krajiny byla modelem krajina italská. Zejména známý byl pro své skupinové malby zvířat. V kompozici obrazu se zvířaty jsou tyto skupiny v popředí, v centru malířova zájmu. Zvláštností jeho stylu zobrazení skupiny zvířat bylo použít toto zobrazení jako zátiší v otevřených, italských krajinách. Ukazujíc některé starověké památky malíř kladl důraz na římskou atmosféru. Používal živých barev na kostýmech postav, tím dosáhl kontrastu s tmavšími šedými a hnědými barvami stád a zřícenin. Pieter van Bloemen byl specialista na zobrazování koní. Proto byl často zván ke spolupráci na obrazech jiných místních umělců. Příkladem je jeho spolupráce s Balthasarem van den Bossche na portrétu Johna Churchilla, 1. vévody z Marlborough a to včetně bojové scény, při příležitosti jeho návštěvy Antverp po bitvě u Ramillies v roce 1706. Van den Bossche maloval portrét, zatímco Pieter van Bloemen maloval koně. Práce je nyní známa jen prostřednictvím kopie, kterou maloval sám Pieter van Bloemen. Vytvořil také mnoho kreseb, které představují hlavně krajinu a figurální a zvířecí studie ze života.